# Kassari (wieś)
Kassari − wieś w Estonii, w prowincji Hiuma, w gminie Käina.